# Estación Sakaechō
La estación Sakaecho (栄町停留場 Sakaechō-teiryūjō?) de la línea Toden Arakawa, pertenece al único sistema de tranvías de la empresa estatal Toei, y está ubicada en el barrio especial de Kita, en la prefectura de Tokio, Japón.

## Sitios de interés
- Escuela media Abe Gakuin
- Laboratorio de KOSÉ Corporation
- Laboratorios de Albion Co., ltd,
- Antigua tienda de disfraces Inari
- Museo de Shibusawa
- Museo del papel
- Parque acuático Otonashi
- Museo de Asukayama